# Cầu Kinh Nước Mặn

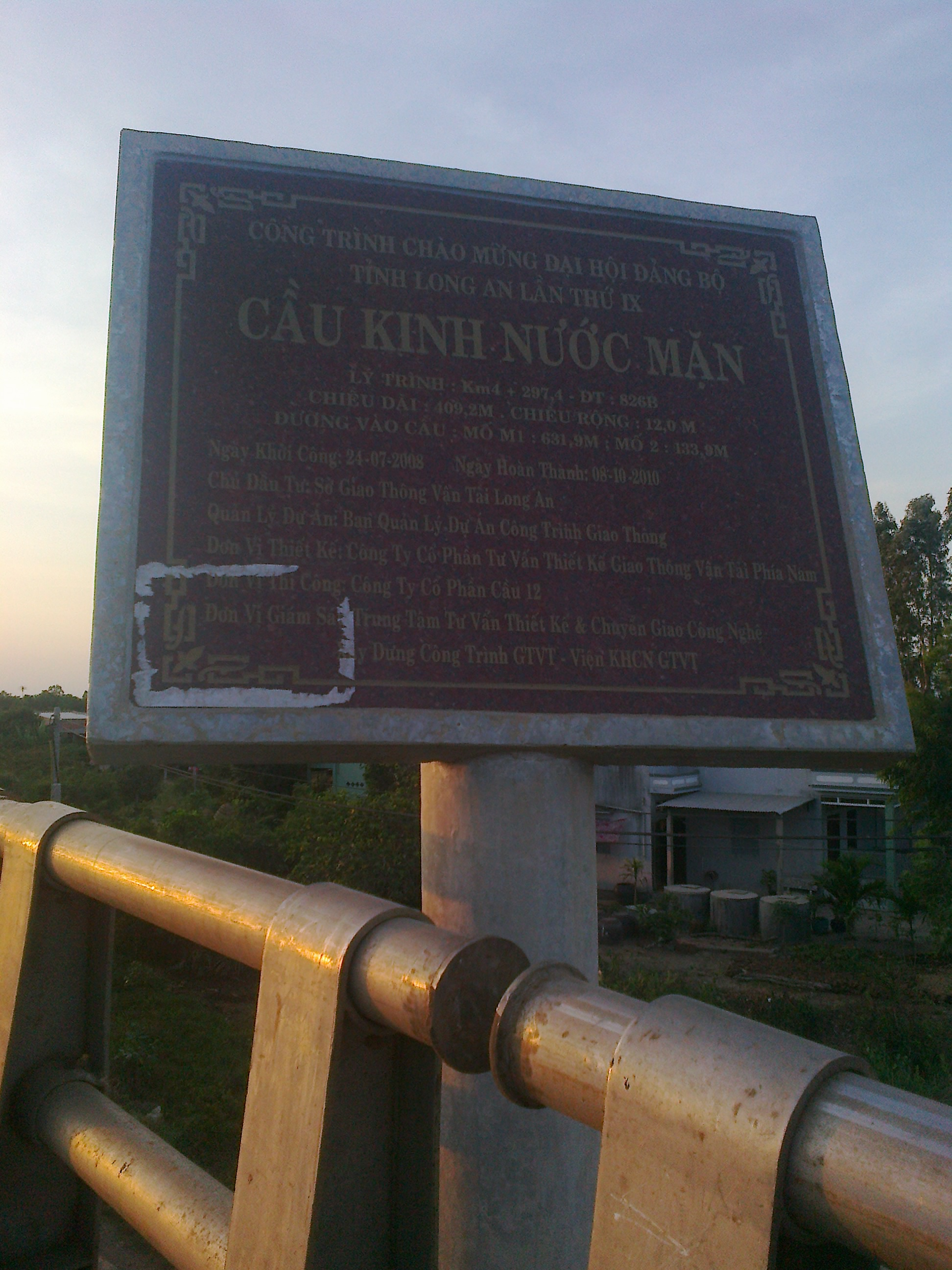
Thông tin về Cầu Kinh Nước Mặn

Cầu Kinh Nước Mặn bắt qua Kinh Nước Mặn nối liền Cù lao Long Hựu với phần đất liền thuộc địa phận huyện Cần Đước, tỉnh Long An. Cầu có tổng mức đầu tư là 152 tỉ đồng bằng nguồn vốn trái phiếu Chính phủ, do Cty Cổ phần Cầu 12 Cienco I thi công. Khởi công xây dựng ngày 24 tháng 7 năm 2008, đến ngày 1 tháng 9 năm 2010 thì thông xe kỹ thuật.
Cầu Kinh Nước Mặn có tổng chiều dài 1.175 mét, trong đó phần cầu chính 409,2 mét, đường dẫn 2 bên cầu dài 765,8 mét, rộng 12 mét, chiều cao thông thuyền 9 mét, chiều rộng thông thuyền 40 mét. Cầu có 9 nhịp, Trong đó 3 nhịp chính liên tục lần lượt dài 60 mét, 90 mét và 60 mét bằng bêtông cốt thép M500. Hệ thống chiếu sáng sử dụng năng lượng mặt trời.